# 蒼穹のアリアドネ
『蒼穹のアリアドネ』（そうきゅうのありあどね、Ariadune in the blue sky）は、八木教広による日本の漫画。『週刊少年サンデー』（小学館）にて2018年2号から2022年42号まで連載。その後、2022年9月29日から2023年2月9日までは『サンデーうぇぶり』（同）に移籍して連載された。八木にとっては3作目となる連載作品で、天空都市に憧れる少年とその都市の皇女の冒険を描くジュブナイルファンタジー漫画。

## あらすじ
人里離れた地で暮らす少年ラシルは、本の言い伝えでしか知られていない「天空の飛行都市」の存在に憧れていた。ある日ラシルは家近くの森で少女レアナに出会い、彼女が機械兵器を操る謎の集団に追われる身で、「天空の飛行都市」そのものである都市国家「アリアドネ皇国」の皇女であることを知る。鉄と機械に塗れた都市国家から亡命してきた彼女は地上にある見たことがない世界を見てみたいという願望を持ち、地上に降りてきたのだ。それを許さない機械兵器の集団はラシルたちに攻撃する。ラシルはこれに抵抗し身体から光子エネルギーを武器として放つことで機械兵器を撃退。ラシルはレアナに自分は7年前に起こった大戦で生み出された人間兵器「光子の所有者（フォトン・キャリアー）」であると話す。そしてレアナを守り、一緒に見たこともない世界を旅することを決意。レアナはラシルを皇国の王家を守るものに与える称号の一つ「蒼穹の騎士」に任命し、彼女もラシルとともに旅することを決意する。自由と未知なるもの求め、二人はまだ見ぬ世界へと旅立っていく。

## 書誌情報
- 八木教広 『蒼穹のアリアドネ』 小学館〈少年サンデーコミックス〉、全22巻
  1. 2018年4月18日発売[3]、ISBN 978-4-09-128244-6
  2. 2018年7月18日発売[4]、ISBN 978-4-09-128336-8
  3. 2018年10月18日発売[5]、ISBN 978-4-09-128556-0
  4. 2019年2月18日発売[6]、ISBN 978-4-09-128776-2
  5. 2019年5月17日発売[7]、ISBN 978-4-09-129158-5
  6. 2019年8月16日発売[8]、ISBN 978-4-09-129318-3
  7. 2019年11月18日発売[9]、ISBN 978-4-09-129440-1
  8. 2020年2月18日発売[10]、ISBN 978-4-09-129554-5
  9. 2020年5月18日発売[11]、ISBN 978-4-09-850071-0
  10. 2020年8月18日発売[12]、ISBN 978-4-09-850172-4
  11. 2020年11月18日発売[13]、ISBN 978-4-09-850279-0
  12. 2021年2月18日発売[14]、ISBN 978-4-09-850392-6
  13. 2021年5月18日発売[15]、ISBN 978-4-09-850528-9
  14. 2021年8月18日発売[16]、ISBN 978-4-09-850643-9
  15. 2021年11月18日発売[17]、ISBN 978-4-09-850731-3
  16. 2022年2月18日発売[18]、ISBN 978-4-09-850870-9
  17. 2022年5月18日発売[19]、ISBN 978-4-09-851126-6
  18. 2022年8月18日発売[20]、ISBN 978-4-09-851223-2
  19. 2022年12月16日発売[21]、ISBN 978-4-09-851390-1
  20. 2023年1月18日発売[22]、ISBN 978-4-09-851533-2
  21. 2023年2月16日発売[23]、ISBN 978-4-09-851644-5
  22. 2023年3月16日発売[24]、ISBN 978-4-09-851776-3